# Campionati mondiali di sollevamento pesi 2017 - +90 kg femminile
Le gare di sollevamento pesi della categoria oltre i 90 kg femminile — pesi supermassimi — dei campionati mondiali del 2017 si sono svolte il 5 dicembre 2017 ad Anaheim presso l'Anaheim Convention Center Arena.
Il 9 settembre 2023 – sei anni dopo la conclusione dei campionati – il Tribunale Arbitrale dello Sport ha annullato i risultati di Tat'jana Kaširina per oltre quattro anni – dal 1° aprile del 2013 al 19 giugno del 2017 – per doping. Di conseguenza, è stata privata di tre titoli mondiali, tre titoli europei e dei tre record mondiali stabiliti nel 2014. Inoltre è stata squalificata per un periodo di otto anni, a partire dall'agosto 2023, fino all'agosto 2031.

## Programma
L'orario indicato corrisponde a quello californiano (UTC–08:00)
| Data            | Orario | Evento   |
| --------------- | ------ | -------- |
| 5 dicembre 2017 | 13:55  | Gruppo A |

## Medagliate
Per ciascun esercizio, le prime tre classificate sono le seguenti:
| Esercizio | Oro          | Oro    | Argento        | Argento | Bronzo              | Bronzo |
| --------- | ------------ | ------ | -------------- | ------- | ------------------- | ------ |
| Strappo   | Sarah Robles | 126 kg | Laurel Hubbard | 124 kg  | Tania Mascorro      | 119 kg |
| Slancio   | Sarah Robles | 158 kg | Shaimaa Khalaf | 153 kg  | Duangaksorn Chaidee | 152 kg |
| Totale    | Sarah Robles | 284 kg | Laurel Hubbard | 275 kg  | Shaimaa Khalaf      | 268 kg |

## Record
Prima di questa competizione, i record mondiali esistenti erano i seguenti:
| Record mondiale | Strappo | Tat'jana Kaširina Jang Mi-ran | 155 kg 140 kg | Almaty, Kazakistan Pechino, Cina          | 16 novembre 2014 16 agosto 2008    |
| Record mondiale | Slancio | Tat'jana Kaširina Zhou Lulu   | 193 kg 192 kg | Almaty, Kazakistan Incheon, Corea del Sud | 16 novembre 2014 26 settembre 2014 |
| Record mondiale | Totale  | Tat'jana Kaširina Zhou Lulu   | 348 kg 333 kg | Almaty, Kazakistan Londra, Regno Unito    | 16 novembre 2014 5 agosto 2012     |

## Risultati
| Pos. | Atleta                        | Gr. | Peso atleta | Strappo (kg) | Strappo (kg) | Strappo (kg) | Strappo (kg) | Slancio (kg) | Slancio (kg) | Slancio (kg) | Slancio (kg) | Totale   |
| Pos. | Atleta                        | Gr. | Peso atleta | 1            | 2            | 3            | Pos.         | 1            | 2            | 3            | Pos.         | Totale   |
| ---- | ----------------------------- | --- | ----------- | ------------ | ------------ | ------------ | ------------ | ------------ | ------------ | ------------ | ------------ | -------- |
|      | Sarah Robles (USA)            | A   | 145.69      | 118          | 122          | 126          |              | 150          | 154          | 158          |              | 284      |
|      | Laurel Hubbard (NZL)          | A   | 135.63      | 120          | 124          | 127          |              | 144          | 147          | 151          | 4            | 275      |
|      | Shaimaa Khalaf (EGY)          | A   | 124.67      | 115          | 120          | 120          | 4            | 150          | 153          | 157          |              | 268      |
| 4    | Duangaksorn Chaidee (THA)     | A   | 111.30      | 115          | 115          | 119          | 5            | 145          | 148          | 152          |              | 267      |
| 5    | Tania Mascorro (MEX)          | A   | 107.24      | 115          | 119          | 123          |              | 142          | 142          | 146          | 5            | 261      |
| 6    | Lisseth Ayoví (ECU)           | A   | 122.65      | 107          | 111          | 113          | 6            | 135          | 140          | 143          | 6            | 251      |
| 7    | Aleksandra Mierzejewska (POL) | A   | 141.55      | 98           | 102          | 104          | 7            | 130          | 130          | 130          | 7            | 232      |
| 8    | Krisztina Magát (HUN)         | A   | 107.39      | 100          | 103          | 104          | 8            | 120          | 128          | 133          | 8            | 228      |
| —    | Albertine Um (CMR)            | A   | 93.30       | —            | —            | —            | —            | —            | —            | —            | —            | —        |
| —    | Chitchanok Pulsabsakul (THA)  | A   | 120.87      | 116          | 116          | 117          | —            | —            | —            | —            | —            | —        |
| —    | Maryam Usman (NGR)            | A   | ritirata    | ritirata     | ritirata     | ritirata     | ritirata     | ritirata     | ritirata     | ritirata     | ritirata     | ritirata |